# Connecticut Sun
De Connecticut Sun is een Amerikaanse basketbalvrouwenploeg uit Uncasville in Connecticut die meedraait in de WNBA (Women's National Basketball Association).
De ploeg werd in 1999 opgericht in Orlando (Florida) als zusterteam van Orlando Magic. De naam werd Orlando Miracle. In 2003 verhuisde het team naar Connecticut en werd de naam Connecticut Sun. De Sun spelen hun thuiswedstrijden in de Mohegan Sun Arena. De club werd twee keer kampioen in hun Conference in 2004 en 2005. Het team heeft geen mannelijke tegenhanger meer in de NBA.

## Erelijst
Conference Championships:
- 2004 Eastern Conference Champions
- 2005 Eastern Conference Champions
- 2019 Eastern Conference Champions

## Bekende (oud-)spelers
- Tina Charles
- Kara Lawson
- Lindsay Whalen
- Sandrine Gruda
- Małgorzata Dydek
- Anete Jēkabsone-Žogota